# کمپ ناکجاآباد
کمپ ناکجاآباد (به انگلیسی: Camp Nowhere) فیلمی محصول سال ۱۹۹۴ و به کارگردانی جاناتان پرینس است. در این فیلم بازیگرانی همچون کریستوفر لوید، جاناتان جکسون، وندی مکه‌نا، ام امت والش، اندرو کیگان، مارنت پترسون، توماس ویلسون، هیلاری توک، آلیسون مک، جسیکا آلبا، ناتان کاوالری، پیتر اسکولاری، ری بیکر، کیت مولگرو، جان پاچ، بورگس مریدیت و جاناتان فریکس ایفای نقش کرده‌اند.